# Jan Hřebejk

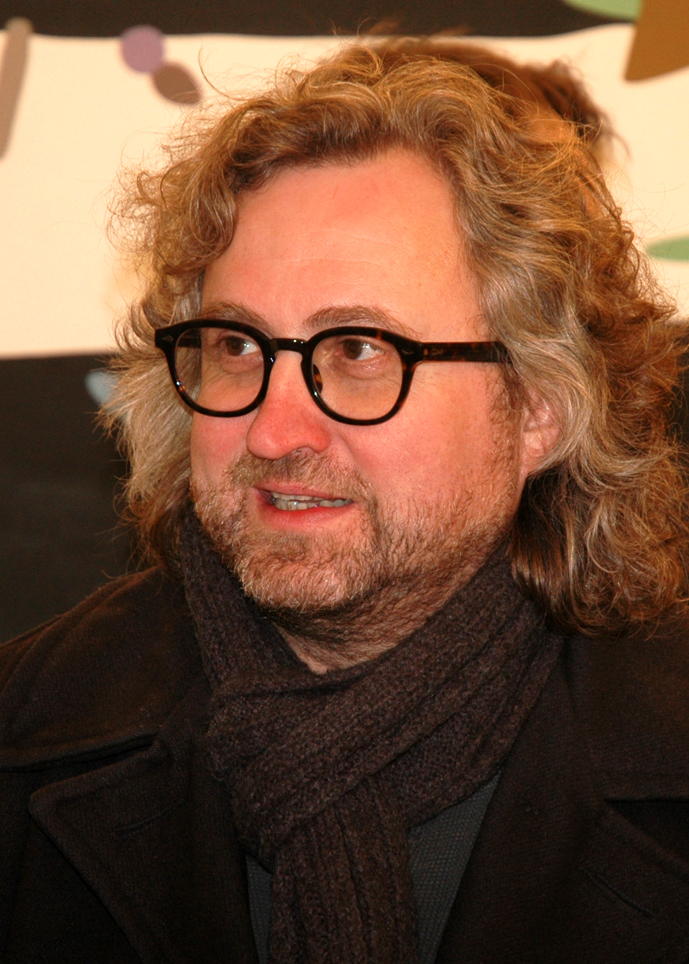
Jan Hřebejk

Jan Hřebejk (* 27. Juni 1967 in Prag, Tschechoslowakei) ist ein tschechischer Regisseur und Drehbuchautor.
Er besuchte gemeinsam mit Petr Jarchovský auf dem Akademischen Gymnasium. Schon in seiner Zeit auf der Filmakademie FAMU mit dem Fach Dramaturgie interessierte er sich für Regie und drehte in Eigenproduktion den Film Was Sie alles über Sex wissen wollen aber Angst davor haben es zu erleben (Co všechno chcete vědět o sexu a bojíte se to prožít) (1988) und L. P. 1948 (1989). 1991 war er für das tschechische Fernsehen als Regisseur tätig. Es entstand der Kurzfilm Tun Sie nichts, solange Sie dazu keinen dringenden Grund haben (Nedělejte nic, pokud k tomu nemáte vážný důvod). Zum damaligen Zeitpunkt schrieb sein Mitschüler Petr Zelenka das Drehbuch. Ein Jahr später drehte Jan Hřebejk die Inszenierung des Romans von Egon Hostovský Ein Abend guter Taten (Dobročinný večírek). Nach den Erzählungen Petr Šabachs Die Jahre des Schakals (Šakalí léta) schrieb er seinen ersten abendfüllenden Film, in dem auch der berühmte tschechische Schauspieler Josef Abrhám eine Rolle spielte. Er erhielt dafür den Böhmischen Löwen. Es folgten weitere Filme des Autorenduos, die Komödie Kuschelnester (Pelíšky), der Oscar-nominierte Film Wir müssen zusammenhalten, Pupendo und Hals über Kopf (Horem Pádem).
Jan Hřebejk arbeitete weiter mit dem Fernsehen und dem Theater zusammen. 1996 drehte er die Kinderserie Wo die Sterne fallen (Kde padají hvězdy) nach dem Drehbuch von Jarchovský. Für das Theater inszenierte er Gefährliche Beziehungen (Nebezpečné vztahy). Daneben dreht er Dokumentarfilme, Musikvideos und Werbefilme.

## Filmographie (Regie)
- 1993: Jahre des Schakals (Šakalí léta)
- 1999: Kuschelnester (Pelíšky)
- 2000: Wir müssen zusammenhalten (Musíme si pomáhat)
- 2003: Pupendo
- 2004: Hals über Kopf (Horem pádem)
- 2006: Kráska v nesnázích
- 2007: Medvídek
- 2008: U mě dobrý
- 2008: Nestyda
- 2009: Kawasakiho růže
- 2010: Zítra se bude…
- 2011: Nevinnost
- 2012: Svatá čtveřice
- 2012: Odpad město smrt
- 2013: Líbánky
- 2014: Zakázané uvolnění
- 2016: Učitelka
- 2017: Zahradnictví

## Fernsehproduktionen
- 1992 Dobročinný večírek
- 1996 Život zpěváka a skladatele Vladimíra Mišíka
- 1996 Jak se žije zpěvnému svědomí národa
- 1996 Kde padají hvězdy (Serie)
- 1997 Dobrá zpráva
- 1997 Okno
- 1997 Poslední koncert
- 2014 Až po uši (Serie)
- 2015 Případ pro exorcistu (Miniserie)
- 2015 Místo zločinu Plzeň (Serie)
- 2020 Veteran (TV-Film)